# Audycja
Audycja – ciąg ruchomych obrazów z dźwiękiem lub bez niego (audycja audiowizualna) albo ciąg dźwięków (audycja radiowa), stanowiący, ze względu na treść, formę, przeznaczenie lub autorstwo, odrębną całość w stworzonym przez dostawcę usługi medialnej programie lub katalogu audycji publicznie udostępnianych w ramach audiowizualnej usługi medialnej na żądanie.
Przykładami audycji są: filmy pełnometrażowe, transmisje wydarzeń sportowych, seriale komediowe, filmy dokumentalne, audycje dla dzieci oraz filmy i seriale telewizyjne.